# Flaming Moe's
Flaming Moe's är namnet på avsnitt 45 i den tredje säsongen av den tecknade filmserien The Simpsons.

## Handling
Avsnittet börjar med att Homer Simpson sitter på Moe's Tavern, Springfields bar. Där råkar ölen vara slut, vilket gör Homer frustrerad. Istället erbjuder barägaren Moe Szyslak honom en drink. Homer föreslår att han själv får blanda en drink efter eget recept som han kallar "Flaming Homer". Homer bjuder Moe på drinken, men Moe uppskattar den inte. Moe ger tillbaka drinken till Homer som sätter eld på den. Moe smakar på drinken igen och tycker att den smakar riktigt bra och får ta del av Homers recept. 
Moe säljer sedan drinken på baren under namnet "Flaming Moe", och drinken gör stor succé. Han tjänar mycket pengar på den, och hävdar att det var hans originalrecept. När ett större företag erbjuder honom en stor summa pengar för receptet vägrar Moe först att sälja det. Eftersom drycken har en hemlig ingrediens kan ingen efterskapa den. Företaget sänder då ut en spion, som tar med sig drycken för en kemisk analys.
I ett anfall av vild avundsjuka på hur mycket pengar Moe tjänar på hans recept avslöjar Homer för alla att den hemliga ingrediensen i drinken är hostmedicin för barn. Avslöjandet kommer i samma stund som Moe ändrat sig angående försäljningen av receptet och ska motta en stor summa pengar för att avslöja den hemliga ingrediensen. Innehållet i "Flaming Moes" är nu känt för allmänheten och snart serverar var och varannan bar den. Moes bar går sämre igen, och han tjänar inte mer pengar än innan. När allt blivit som vanligt i Springfield blir Homer och Moe goda vänner igen.
I avsnittet är hårdrockgruppen Aerosmith gästartister som spelar på Moe's under dess storhetstid.

## Produktion
Avsnittets handling är baserad på lanseringen av Coconut Teaszer. 
Ursprungligen fanns det en längre historia mellan Moe och Colette, men den togs bort då författarna inte ansåg att storyn var tillräckligt bra. Den tredje akten inleds med en parodi på "Where Everybody Knows Your Name", som är introlåten till Skål. Parodin skrevs av Jeff Martin, och ritades av Nancy Kruse.
Författarna hade hört att Aerosmith hade velat att de skulle visas i ett avsnitt, så de skrev en gästplats för dem. Enligt Al Jean var en av anledningarna till att bandet valde att medverka i avsnittet att drycken kallades "Flaming Moe". Bandet spelade in sina röster i Boston tillsammans med Hank Azaria. I det ursprungliga manuset lockade Moe bandet att spela genom att erbjuda dem gratis öl, men bandmedlemmarna önskade att skämtet skulle ändras.  Författarna ändrade då i manuset gratis öl till gratis inlagda ägg (pickled eggs). Bandet ses i avsnittet sittande vid ett bord med en skäggig man, som föreställer deras dåvarande manager John Kalodner. Bandet önskade att man även inkluderade honom i avsnittet. John Kalodner tackades och nämndes i sluttexten av avsnittet. Under sluttexten spelas Aerosmiths låt "Young Lust" från albumet Pump. Enligt Al Jean spelade bandet in en särskild förkortad version av låten bara för den episoden. 
Avsnittet regisserades av Rich Moore och Alan Smart. Moores dotter föddes under produktionen av avsnittet, och han var därför ledig från produktionen en tid.